# Duisburger SpV
Duisburger SpV was een Duitse voetbalclub uit Duisburg. In de begindagen van het voetbal was het de beste club van de stad en werd in 1913 Duits vicekampioen. In totaal nam de club dertien keer deel aan de eindronde om de titel. Tot 1927 was de club een absolute topclub en zakte dan meer dan twintig jaar weg om nog een laatste remonte te maken. DSV speelde van 1905 tot 1914 in het Grunewaldstadion en daarna in het Duisburgerstadion.

## Geschiedenis

### Topclub
De Duisburger Turngemeinde für Erwachsene von 1848 had sinds 1893 een voetbalafdeling. Op 22 maart 1900 werd deze club onafhankelijk van de sportclub en werd zo Duisburger Spielverein. De club was aangesloten bij de voetbalbond van Rijnland-Westfalen (later West-Duitse bond) en werd in 1902 ingedeeld in het eerste kampioenschap van de Rijn-Ruhrcompetitie (later gewoon Ruhrcompetitie). De club eindigde samen met Essener SV 1899 op de eerste plaats, maar moest de titel aan Essen later door een slechter doelsaldo van één punt verschil. Het volgende seizoen werd de club wel kampioen en plaatste zich voor de West-Duitse eindronde. In een groepsfase met Bonner FV 01 en Düsseldorfer FC 1899 werd de club kampioen en stootte door naar de eindronde om de landstitel. De club versloeg Casseler SV 95 met 5:3 en verloor dan na verlengingen van regerend landskampioen VfB Leipzig in de halve finale. Ook het volgende seizoen werd de titel behaald. In de eindronde eindigde de club samen met Cölner FC 1899 en FC 1894 München-Gladbach met evenveel punten. Er kwamen testwedstrijden en Duisburg nam het eerst op tegen Cöln en won met 5:1. Ook München-Gladbach werd aan de kant gezet waardoor ze opnieuw West-Duits kampioen werden en zich plaatsten voor de nationale eindronde. De club verloor meteen van Karlsruher FV.
In 1905/06 won de club zeven van de acht competitiewedstrijden en moest enkel één punt prijsgeven tegen BV Duisburg dat slechts één punt sprokkelde dat seizoen. In de eindronde eindigde SpV samen met Cölner FC 1899 op de eerste plaats. In de beslissende testwedstrijd verloor Duisburg van CFC 99. Ook het volgende seizoen was deze club de boosdoener van de club, toen er voor het eerst gewerkt werd met knock-outsysteem en de club in de eerste ronde verloor. In 1907/08 werd de club kampioen met het maximum van de punten en een doelsaldo van 44:5 in slechts zes wedstrijden. Ook in de West-Duitse eindronde was de club oppermachtig. SuS 1896 Schalke kreeg met 10:1 een veeg uit de pan en ook Casseler FV 1895 en FC 1894 München-Gladbach werden afgedroogd. De club kon de lijn echter niet doortrekken op nationaal niveau. Na een zuinige zege tegen Eintracht Braunschweig kregen ze in de halve finale zelf een 5:1 draai om de oren van de Stuttgarter Kickers. Het volgende seizoen eindigde de club samen met SC Preußen Duisburg op de eerste plaats met beiden negen van de tien wedstrijden gewonnen. SpV had een beter doelsaldo, maar er kwam een finale die door Preußen gewonnen werd, waardoor het seizoen voor het eerst sinds 1903 vroegtijdig gedaan was.
In 1909 richtte de West-Duitse bond een nieuwe competitie in, de Zehnerliga. Deze competitie omvatte de sterkste teams van de Zuidrijn-, Noordrijn- en Ruhrcompetitie, die elk apart ook nog bleven bestaan met minder goede teams dan. SpV werd overtuigend kampioen en in de eindronde versloeg de club BV 05 Osnabrück, BV Solingen 98 en in de finale Casseler FV 95. Hierdoor plaatste de club zich opnieuw voor de eindronde om de landstitel en verloor daar in de eerste ronde van de latere landskampioen Karlsruher FV. Ook het volgende seizoen werd de titel behaald in de reguliere competitie. Omdat de Zehnerliga als de sterkste competitie van de West-Duitse bond werd gezien kreeg de kampioen vanaf dit seizoen meteen een finaleplek in de eindronde. Tegenstander was stadsrivaal VfvB Ruhrort 1900, dat met 3:0 verloor. In de nationale eindronde verloor de club meteen van Holstein Kiel. In 1911/1912 moest de club zowel Cölner BC 01 als Essener TB 1900 voor laten gaan in de competitie. SpV zette deze scheve situatie wel weer recht door opnieuw autoritair kampioen te worden. De club moest de finale niet spelen omdat 1. FC Arminia Bielefeld en SC Union 05 Düsseldorf, die de halve finale speelden in de kwartfinale tegen de verkeerde tegenstander speelden waardoor de bond hen uitsloot. Hierdoor wist de club zich zonder te spelen te plaatsen voor de nationale eindronde. De club nam weerwraak op Stuttgarter Kickers en Holstein Kiel en plaatste zich voor de finale, waarin ze verloren van VfB Leipzig.
Na dit seizoen werd de Zehnerliga ontbonden en keerden de clubs terug naar hun vroegere competitie. Duisburger SpV werd kampioen met het maximum van de punten de eindronde was nu een groepsfase met vijf clubs, waar SpV ongeslagen de titel binnen rijfde. In de nationale eindronde speelde de club tegen Altonaer FC 93. Na een gelijke stand na negentig minuten werd het in de verlengingen nog 4:1 voor Duisburg. In de halve finale botste de club echter opnieuw op boosdoener VfB Leipzig. Tijdens de oorlog werd de Ruhrcompetitie opgesplitst in meerdere reeksen. SpV kon de titel niet winnen en in 1916/17 moest de club zich noodgedwongen zelfs terugtrekken uit de competitie. Twee jaar later werd de club wel weer kampioen van Duisburg, er was echter geen verdere eindronde voor de algemene Ruhrtitel. De clubs uit Duisburg werden in 1919 overgeheveld naar de Noordrijncompetitie en SpV werd hier kampioen. Voor het eerst sinds het uitbreken van de oorlog werd er weer een eindronde gespeeld, waarin ze verloren in de tweede ronde van Cölner BC 01. De Noordrijncompetitie werd ontbonden en de clubs gingen naar de Bergisch-Markse competitie, die in vier reeksen verdeeld was. SpV werd groepswinnaar en in de halve finale werd Düsseldorfer SC 99 verslagen en in de finale ook Cronenberger SC 02. De eindronde werd in groepsfase gespeeld en ook hier behaalde de club de titel. In de nationale eindronde werd fusieclub en nieuwe topper Hamburger SV eerst verslagen en dan verloor SpV van BFC Vorwärts 90. De Bergisch-Markse competitie werd teruggebracht naar één reeks en het was dit jaar stadsrivaal FV 08 dat de titel binnen haalde. Als West-Duits uittredend kampioen mocht SpV evenzeer naar de eindronde, waar ze tweede eindigden achter Arminia Bielefeld.
In 1922 moesten de clubs uit Duisburg opnieuw van competitie wisselen en ze gingen nu naar de nieuwe Nederrijnse competitie. De competitie werd over twee seizoenen gespreid, maar omdat de eindronde wel elk jaar gespeeld werd mocht de kampioen van de heenronde hiernaartoe. Met slechts één puntje voorsprong op FV 08 werd SpV kampioen van de heenronde. In de eindronde werd eerst Kölner BC 01 verslagen, maar dan werd de club gestopt door TuRU 1880 Düsseldorf. In de terugronde deed SpV er nog twee extra punten bij om de voorsprong uit te bouwen. De eindronde werd opnieuw in groepsfase gespeeld en na de titel te behalen ging de club ook weer naar de nationale eindronde, waar ze verslagen werden door 1. FC Nürnberg. Ook de volgende twee jaar werd er één seizoen gespreid over de twee jaar. SpV werd opnieuw kampioen van de heenronde en in de eindronde eindigde de club samen met Schwarz-Weiß Essen op de eerste plaats, en had een beter doelsaldo. In de nationale eindronde versloeg de club BTuFC Alemannia 1890 Berlin en dan Altonaer FC 93 om dan in de halve finale opnieuw door Nürnberg uit het toernooi gekegeld te worden. In de terugronde kon Duisburger FV 08 de achterstand verkleinen maar niet genoeg om de titel van SpV af te snoepen. In de eindronde werd de club slechts derde, maar omdat er sinds vorig jaar meerdere clubs van de bond naar de nationale eindronde mochten maakte de club nog een kans door een testwedstrijd te spelen tegen Schwarz-Weiß Essen, die de eindronde voor vicekampioenen gewonnen had. SpV won met 3:2 en ging andermaal naar de eindronde. Hamburger SV zorgde echter voor een vroege uitschakeling. Vanaf 1926 werd de competitie opnieuw over één seizoen gespeeld en in twee reeksen. SpV werd groepswinnaar en won ook de finale van FV 08. De club won opnieuw de West-Duitse eindronde en in de nationale eindronde nam de club het op tegen FC Schönberger Kickers 1900 Berlin en verloor na verlengingen met 5:4. Niemand kon op dat moment vermoeden dat dit het voorlopig laatste grote wapenfeit zou zijn van de lengendarische club.

### Verval en heropstandig
In de competitie werd de club nog wel groepswinnaar, maar moest de algemene titel aan CFC Preußen 1895 Krefeld laten. In de eindronde voor vicekampioenen versloeg de club SpVgg Hagen 1911 en CSC 03 Kassel met duidelijke cijfers, maar verloor de finale van Schwarz-Weiß Essen. De volgende seizoenen bleef de club in de subtop, maar de clubs uit stadsdeel Meiderich deden het nu ook goed in de competitie. In Middenrijns voetbalkampioenschap 1932/33 werd de club vijfde. Na dit seizoen kwam de NSDAP aan de macht in het land. De competitie werd geherstructureerd en de West-Duitse bond met zijn acht competities werden ontbonden en vervangen door drie Gauliga's. Duisburger FV 08 en Duisburger TSV 1899 plaatsen zich hiervoor maar SpV niet en moest zo voor het eerst in het bestaan van de club naar de tweede klasse. Ook de volgende jaren slaagde de club er niet in te promoveren. In 1943 ging de club wel een oorlogsfusie aan met TuS Duisburg 48/99 en werd zo kampioen van de Gauliga Niederrhein als KSG SpV/TuS 48/99 Duisburg. In de nationale eindronde versloeg de club eerst andere oorlogsfusieclub KSG VfL/Sülz Köln en dan FC Schalke 04. In de kwartfinale werd de club gewipt door LSV Hamburg. Het volgende seizoen werd al na enkele competitiewedstrijden afgebroken door het nakende einde van de Tweede Wereldoorlog.
Na de oorlog werd de club terug zelfstandig. In 1946 speelde de club opnieuw in de hoogste klasse van de Middenrijnse competitie. Het voetbal kwam pas echt terug op gang in 1947 toen de Oberliga West werd ingevoerd als een van de vijf hoogste klassen in West-Duitsland. De enige club uit Duisburg in die reeks was SV Hamborn 07. In 1949 promoveerde de club samen met rivaal FV 08 naar de Oberliga en werd daar tiende op zestien clubs, terwijl FV 08 degradeerde. Het volgende seizoen was de club echter hetzelfde lot beschoren. Na twee derde plaatsen werd de club in 1954 kampioen en keerde zo opnieuw terug. De club werd achtste en door de degradatie van Meidericher SpV 02 was de club nu opnieuw de beste club van de stad. Het volgende seizoen deed de club het nog beter met een vierde plaats en in 1956/57 werd de club vicekampioen achter Borussia Dortmund waardoor ze nog eens een keertje mochten opdraven in de nationale eindronde, dertig jaar na hun laatste deelname. SpV werd tweede in zijn groep en was uitgeschakeld. Na twee middenmootplaatsen eindigde de club nog in de top vijf in 1959/60. Hierna ging het snel bergaf en twee jaar later volgde een degradatie. In de tweede klasse werd de club achtste. Na dit seizoen werd de Bundesliga opgericht die de vijf Oberliga's verving als hoogste klasse. De Regionalliga werd ingevoerd als tweede klasse en de achtste plaats was net genoeg om zich hiervoor te kwalificeren. De club werd negende terwijl TuS Duisburg 48/99 degradeerde. Gezien de concurrentie groter werd besloten de clubs hun krachten te bundelen en te fuseren tot Eintracht Duisburg 1848.
Enkele spelers die ontevreden waren om het naamsverlies van de legendarische club sloten zich bij Duisburger SC 1900 aan dat in 1969 de naam Duisburger Spielverein 1900 aannam. Echter beroept deze club zich niet op de historie van Duisburger SpV.

## Erelijst
Kampioen Ruhr
1904, 1905, 1906, 1907, 1908, 1914
Kampioen Zehnerliga
1910, 1911, 1913
Kampioen Ruhr-Duisburg
1919
Kampioen Noordrijn
1920
Kampioen Bergisch-Mark
1921
Kampioen Nederrijn
1923, 1924, 1925, 1926, 1927
Kampioen West-Duitsland
1904, 1905, 1908, 1910, 1911, 1913, 1914, 1921, 1924, 1925, 1927